# Ivana Janečková
Ivana Janečková, född 8 mars 1984 i Rychnov nad Kněžnou, är en tjeckisk längdåkare som tävlat i världseliten sedan 2002. Janečková har deltagit i två olympiska spel.